# Leathermouth
Leathermouth (часто пишется как LeATHERMØUTH) — пост-хардкорный проект, возглавляемый ритм-гитаристом My Chemical Romance Фрэнком Айеро. Группа была сформирована в 2007 году, а в январе 2009 года на свет вышел её дебютный альбом XO.

## История
Leathermouth сформировались в 2007 из нескольких друзей ритм-гитариста My Chemical Romance Фрэнка Айеро. Айеро услышал несколько демо-треков группы и хотел записать музыкантов на свой независимый лейбл, но, так как у группы не было вокалиста, Айеро вошёл в состав команды в качестве солиста. Leathermouth стала первой группой, в которой Айеро отвечал за вокал и тексты (с тех пор, как распалась «Pencey Prep», в которой он был вокалистом и автором песен до вступления в My Chemical Romance). Айеро стал выступать в группе для того, чтобы рассказать о том, как он видит мир а также, чтобы бороться со своей депрессией. Leathermouth сыграли свои первые концерты летом 2008 года совместно с Warship. Айеро рассчитывает на туры с Leathermouth во время перерывов в работе с My Chemical Romance.
В октябре 2008 года Leathermouth подписали контракт с Epitaph Records в отличие от того лейбла, который изначально предлагался Фрэнком Айеро. Айеро решил, что будет неудобно заниматься раскруткой группы, если выпустить альбом на собственном лейбле, с его текущими обязательствами по My Chemical Romance и другими группами, подписавшими контракты с лейблом. Leathermouth выпустили свой первый альбом 27 января 2009 под названием XO. И, хотя альбом не попал в чарт Billboard 200, он попал на 21 место в чарте Top Heatseekers.

## Состав
- Фрэнк Айеро — вокал
- Роб Хьюз — гитара, бэк-вокал
- Эд Олетта — гитара
- Джон МакГайр — бас-гитара, бэк-вокал
- Джеймс Дьюис — ударные, перкуссия

## Дискография
- 'XØ (2009)